# Vkuszno – i tocska
A Vkuszno – i tocska (oroszul: Вкусно — и точка, Finom, és pont) egy orosz gyorsétteremlánc, amelynek alapját a korábbi oroszországi McDonald’s volt éttermei szolgáltatják. A McDonald’s orosz éttermeit az orosz mágnás és vállalkozó, Alekszandr Govor vásárolta meg. Az étteremben kapható ételek többnyire a McDonald’s termékei új marketing alatt értékesítve. A McDonald’s a 2022-es ukrajnai orosz invázió nyomán döntött az Oroszországból való kivonulás mellett. Az új gyorsétteremlánc Oroszországon kívül Belaruszban és Kazahsztánban van jelen.

## Története
2022. március 8-án, a közösségi médián az ukrajnai orosz invázió okán tapasztalt folyamatos nyomást követően, a McDonald's bejelentette, hogy felfüggeszti oroszországi éttermei működését, egyúttal azt is bejelentve, hogy a cég folytatni fogja oroszországi alkalmazottai kifizetését.  Az éttermeket ezek után Oleg Parojev, az oroszországi McDonald's korábbi vezérigazgatója vette át és 2022 márciusának közepéig nyitva maradtak az éttermek.
2022. május 16-án a cég eldöntötte, hogy távozik Oroszországból. 2022 május 27-én beszámolók érkezett arról, hogy a McDonald's Alekszandr Govornak, egy helyi licenctulajdonosnak adja el az éttermeit. Röviddel a bejelentés után az orosz cég lecserélte a régi McDonald's logót, az új, saját logójára. Később bejelentették, hogy a cég a Vkuszno – i tocska (oroszul: Вкусно — и точка) márkanéven fog működni, amelynek a jelentése „Finom, és pont”.
2022. június 12-én a láncolat újranyitott 12 éttermet Moszkvában, majd az azt követő napon másik 50-et Moszkvában és Moszkva szélesebb környezetében.

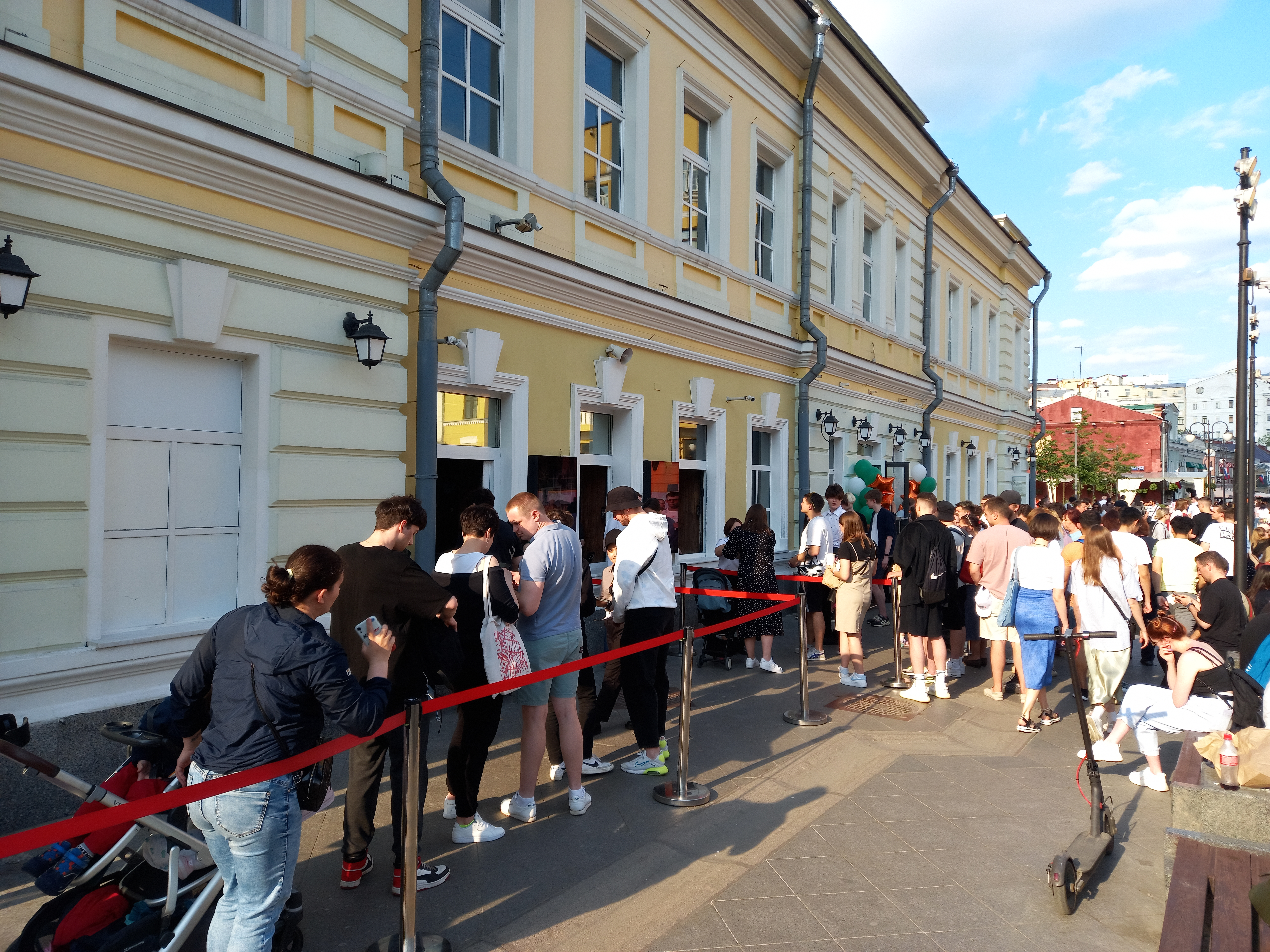
Egy moszkvai Vkuszno – i tocska étterem a megnyitás napján

## Felszolgált termékek/Étlap

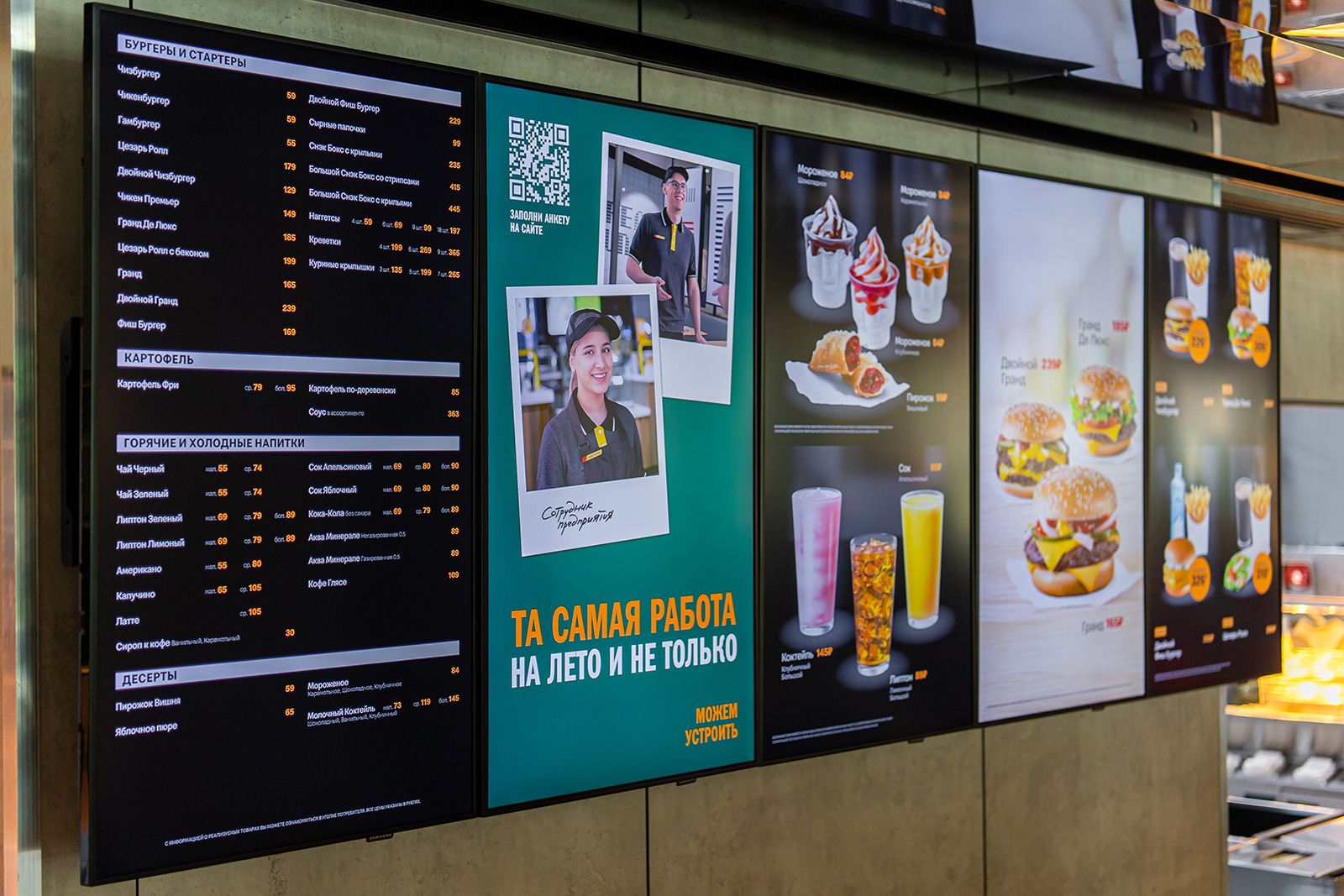
Az étlap egy Vkuszno – i tocska étteremben

A cég vezérigazgatója – Oleg Parojev – szerint, a nyitás első szakaszában az éttermek logisztikai problémák miatt nem fognak minden eredetileg tervezett terméket felszolgálni. A minőségmenedzser, Alekszandr Merkulov szerint a felszolgált ételek ugyanolyan eszközökkel és ugyanazokból az alapanyagokból készülnek, mint amikor a McDonald's üzemeltette az éttermeket, csak más a csomagolásuk.
Ellentétben a McDonald's-szal, a Vkuszno – i tocska éttermekben nem kapható Big Mac és McFlurry, valamint saláták sem kaphatók.
2022 júniusában a láncolat éttermeiben a következő termékek kaphatók (a megfeleltethő McDonald's termékekkel a zárójelekben):
- Hamburger, sajtburger és dupla sajtburger
- Grand burger (Sajtos McRoyal) és Double Grand
- Grand Deluxe (Quarter Pounder with Cheese Deluxe)
- Halburger (Filet-o-Fish) és dupla halburger
- Chicken Burger és Chicken Premier (McChicken and Seriously Chicken)
- Caesar Roll (McWrap), Caesar Roll Bacon, és Fresh Roll
- Sült hasábburgonya
- Chicken nuggets, chicken strips, mozzarella dippers, és garnéla
- Coca-Cola, Coca-Cola Zero, milkshake, fagylaltkehely, tea, kávé, és gyümölcslé
- Reggeli palacsinták, omlett, és cseresznyés/meggyes pite

## Fordítás
- Ez a szócikk részben vagy egészben  a   Vkusno i tochka című angol Wikipédia-szócikk ezen változatának fordításán alapul.  Az eredeti cikk szerkesztőit annak laptörténete sorolja fel. Ez a jelzés csupán a megfogalmazás eredetét és a szerzői jogokat jelzi, nem szolgál a cikkben szereplő információk forrásmegjelöléseként.
- Ez a szócikk részben vagy egészben  a(z)   Вкусно — и точка című orosz Wikipédia-szócikk ezen változatának fordításán alapul.  Az eredeti cikk szerkesztőit annak laptörténete sorolja fel. Ez a jelzés csupán a megfogalmazás eredetét és a szerzői jogokat jelzi, nem szolgál a cikkben szereplő információk forrásmegjelöléseként.